# Vegyes 2000 méteres rövidpályásgyorskorcsolya-váltó a 2022. évi téli olimpiai játékokon
A 2022. évi téli olimpiai játékokon a rövidpályás gyorskorcsolya vegyes 2000 méteres váltó versenyszámát február 5-én rendezték. Ez a versenyszám először szerepelt a téli olimpiai játékok programjában.
Az aranyérmet a kínai váltó nyerte. A Jászapáti Petra, Kónya Zsófia, Liu Shaolin Sándor, Liu Shaoang, John-Henry Krueger összeállítású magyar váltó bronzérmes lett.

## Rekordok
A versenyt megelőzően a következő rekordok voltak érvényesek:
| Világrekord     | Dél-Korea                 | 2:35,951 | Peking, Kína | 2021. október 24. |
| Olimpiai rekord | nem volt (új versenyszám) | –        |              |                   |

A versenyen új olimpiai rekord született:
| Hollandia (NED) | 2:36,437 | Peking, Kína | 2022. február 5. |

## Naptár
Az időpontok helyi idő szerint (UTC+8), zárójelben magyar idő szerint (UTC+1) olvashatóak.
| Időpont                   | Forduló      |
| ------------------------- | ------------ |
| február 5., 20:23 (13:23) | Negyeddöntők |
| február 5., 20:53 (13:53) | Elődöntők    |
| február 5., 21:18 (14:18) | B-döntő      |
| február 5., 21:26 (14:26) | A-döntő      |

## Eredmények
A rövidítések jelentése a következő:
- WR: világrekord
- OR: olimpiai rekord
- Q: továbbjutás helyezés alapján
- q: továbbjutás időeredmény alapján
- QA: az A-döntőbe jutott
- QB: a B-döntőbe jutott
- ADV: továbbjutás bírói döntés alapján
- PEN: kizárás

### Negyeddöntők
| Helyezés | Csapat                                       | Versenyzők                                                                              | Idő      | Mj       |
| 1. futam | 1. futam                                     | 1. futam                                                                                | 1. futam | 1. futam |
| -------- | -------------------------------------------- | --------------------------------------------------------------------------------------- | -------- | -------- |
| 1.       | Kína (CHN)                                   | Qu Chunyu Fan Kexin Wu Dajing Ren Ziwei                                                 | 2:37,535 | Q        |
| 2.       | Olaszország (ITA)                            | Arianna Fontana Arianna Valcepina Yuri Confortola Andrea Cassinelli                     | 2:38,308 | Q        |
| 3.       | Dél-Korea (KOR)                              | Choi Min-jeong Lee Yu-bin Hwang Dae-heon Park Jang-hyuk                                 | 2:48,308 |          |
| 4.       | Lengyelország (POL)                          | Nikola Mazur Kamila Stormowska Michal Niewinski Lukasz Kuczynski                        | 2:50,513 |          |
| 2. futam |                                              |                                                                                         |          |          |
| 1.       | Hollandia (NED)                              | Suzanne Schulting Xandra Velzeboer Itzhak de Laat Jens van 't Wout                      | 2:36,437 | Q, OR    |
| 2.       | Kanada (CAN)                                 | Courtney Sarault Florence Brunelle Steven Dubois Pascal Dion                            | 2:36,747 | Q        |
| 3.       | Kazahsztán (KAZ)                             | Yana Khan Olga Tikhonova Denis Nikisha Abzal Azhgaliyev                                 | 2:43,004 | q        |
| 4.       | Franciaország (FRA)                          | Tifany Huot-Marchand Gwendoline Daudet Sebastien Lepape Quentin Fercoq                  | 2:51,221 |          |
| 3. futam |                                              |                                                                                         |          |          |
| 1.       | Magyarország (HUN)                           | Jászapáti Petra Kónya Zsófia Liu Shaolin Sándor John-Henry Krueger                      | 2:38,396 | Q        |
| 2.       | Az Orosz Olimpiai Bizottság versenyzői (ROC) | Szofija Proszvirnova Jekatyerina Jefremenkova Szemjon Jelisztratov Konsztantyin Ivlijev | 2:38,445 | Q        |
| 3.       | Egyesült Államok (USA)                       | Kristen Santos Maame Biney Andrew Heo Ryan Pivirotto                                    | 2:39,043 | q        |
| 4.       | Japán (JPN)                                  | Yuki Kikuchi Sumire Kikuchi Kazuki Yoshinaga Kota Kikuchi                               | 2:39,112 |          |

### Elődöntők
| Helyezés | Csapat                                       | Versenyzők                                                                      | Idő      | Mj       |
| 1. futam | 1. futam                                     | 1. futam                                                                        | 1. futam | 1. futam |
| -------- | -------------------------------------------- | ------------------------------------------------------------------------------- | -------- | -------- |
| 1.       | Kanada (CAN)                                 | Courtney Sarault Kim Boutin Jordan Pierre-Gilles Pascal Dion                    | 2:36,808 | QA       |
| 2.       | Olaszország (ITA)                            | Arianna Fontana Martina Valcepina Pietro Sighel Andrea Cassinelli               | 2:36,895 | QA       |
| 3.       | Kazahsztán (KAZ)                             | Yana Khan Olga Tikhonova Denis Nikisha Abzal Azhgaliyev                         | 2:42,575 | QB       |
| 4.       | Hollandia (NED)                              | Suzanne Schulting Selma Poutsma Sjinkie Knegt Jens van 't Wout                  | 2:51,919 | QB       |
| 2. futam |                                              |                                                                                 |          |          |
| 1.       | Magyarország (HUN)                           | Jászapáti Petra Kónya Zsófia Liu Shaoang Liu Shaolin Sándor                     | 2:38,052 | QA       |
| 2.       | Kína (CHN)                                   | Qu Chunyu Zhang Yuting Wu Dajing Ren Ziwei                                      | 2:38,783 | QA       |
| –        | Az Orosz Olimpiai Bizottság versenyzői (ROC) | Szofija Proszvirnova Jelena Szeregina Szemjon Jelisztratov Konsztantyin Ivlijev |          | PEN      |
| –        | Egyesült Államok (USA)                       | Kristen Santos Corinne Stoddard Andrew Heo Ryan Pivirotto                       |          | PEN      |

### Döntők
B-döntő
| Helyezés | Csapat           | Versenyzők                                                     | Idő      | Mj |
| -------- | ---------------- | -------------------------------------------------------------- | -------- | -- |
| 4.       | Hollandia (NED)  | Suzanne Schulting Selma Poutsma Sjinkie Knegt Jens van 't Wout | 2:36,966 |    |
| 5.       | Kazahsztán (KAZ) | Yana Khan Olga Tikhonova Adil Galiakhmetov Denis Nikisha       | 2:44,148 |    |

A-döntő
| Helyezés | Csapat             | Versenyzők                                                        | Idő      | Mj  |
| -------- | ------------------ | ----------------------------------------------------------------- | -------- | --- |
| Arany    | Kína (CHN)         | Qu Chunyu Fan Kexin Wu Dajing Ren Ziwei                           | 2:37,348 |     |
| Ezüst    | Olaszország (ITA)  | Arianna Fontana Martina Valcepina Pietro Sighel Andrea Cassinelli | 2:37,364 |     |
| Bronz    | Magyarország (HUN) | Jászapáti Petra Kónya Zsófia Liu Shaoang Liu Shaolin Sándor       | 2:40,900 |     |
| –        | Kanada (CAN)       | Florence Brunelle Kim Boutin Steven Dubois Jordan Pierre-Gilles   |          | PEN |

### Végeredmény
A csapatok helyezéseit fordulónként határozták meg. Először a fordulókban elért helyezések döntöttek, ha ez azonos volt, akkor a jobb időeredmény döntött.
| Helyezés | Versenyző                                                                                                | Nemzet                                       | Negyeddöntő | Elődöntő | B-döntő | A-döntő  | Legjobb idő |
| -------- | --- | -------------------------------------------- | ----------- | -------- | ------- | -------- | ----------- |
| Arany    | Qu Chunyu Fan Kexin Zhang Yuting Wu Dajing Ren Ziwei                                                     | Kína (CHN)                                   | 1.          | 2.       | –       | 1.       | 2:37,348    |
| Ezüst    | Arianna Fontana Martina Valcepina Arianna Valcepina Pietro Sighel Yuri Confortola Andrea Cassinelli      | Olaszország (ITA)                            | 2.          | 2.       | –       | 2.       | 2:36,895    |
| Bronz    | Jászapáti Petra Kónya Zsófia Liu Shaolin Sándor Liu Shaoang John-Henry Krueger                           | Magyarország (HUN)                           | 1.          | 1.       | –       | 3.       | 2:38,052    |
| 4.       | Suzanne Schulting Selma Poutsma Xandra Velzeboer Itzhak de Laat Sjinkie Knegt Jens van 't Wout           | Hollandia (NED)                              | 1.          | 4.       | 1.      | –        | 2:36,437    |
| 5.       | Yana Khan Olga Tikhonova Adil Galiakhmetov Denis Nikisha Abzal Azhgaliyev                                | Kazahsztán (KAZ)                             | 3.          | 3.       | 2.      | –        | 2:42,575    |
| 6.       | Courtney Sarault Florence Brunelle Kim Boutin Steven Dubois Jordan Pierre-Gilles Pascal Dion             | Kanada (CAN)                                 | 2.          | 1.       | –       | kizárták | 2:36,747    |
| 7.       | Szofija Proszvirnova Jekatyerina Jefremenkova Jelena Szeregina Szemjon Jelisztratov Konsztantyin Ivlijev | Az Orosz Olimpiai Bizottság versenyzői (ROC) | 2.          | kizárták | –       | –        | 2:38,445    |
| 8.       | Kristen Santos Corinne Stoddard Maame Biney Andrew Heo Ryan Pivirotto                                    | Egyesült Államok (USA)                       | 3.          | kizárták | –       | –        | 2:39,043    |
| 9.       | Choi Min-jeong Lee Yu-bin Hwang Dae-heon Park Jang-hyuk                                                  | Dél-Korea (KOR)                              | 3.          | –        | –       | –        | 2:48,308    |
| 10.      | Yuki Kikuchi Sumire Kikuchi Kazuki Yoshinaga Kota Kikuchi                                                | Japán (JPN)                                  | 4.          | –        | –       | –        | 2:39,112    |
| 11.      | Nikola Mazur Kamila Stormowska Michal Niewinski Lukasz Kuczynski                                         | Lengyelország (POL)                          | 4.          | –        | –       | –        | 2:50,513    |
| 12.      | Tifany Huot-Marchand Gwendoline Daudet Sebastien Lepape Quentin Fercoq                                   | Franciaország (FRA)                          | 4.          | –        | –       | –        | 2:51,221    |